# Action collective au Québec
Pour les articles homonymes, voir Action collective.
Pour un article plus général, voir Recours collectif.
Une action collective au Québec (anciennement appelée "recours collectif") est une procédure qui permet à une personne ou à un organisme de représenter un groupe de personnes, sans leur autorisation, devant les tribunaux.
Alors qu'elle existait en Amérique du Nord depuis de nombreuses années, l'action collective a été introduite au Québec en 1979.

## Historique
L'action collective est apparu tardivement au Québec si l'on compare au reste du Canada, aux États-Unis et au Royaume-Uni. Lors de la réforme qui a mené à l'adoption du Code de procédure civile de 1966, les commissaires responsables de l'élaboration du nouveau Code rejettent la possibilité d'importer au Québec cette procédure particulière. À ce moment, pour intenter une action au nom d'un groupe, il fallait obtenir un mandat de chaque personne avant de présenter la demande. À la suite de pressions de juristes d'autres groupes de la société, le gouvernement Lévesque présente en décembre 1977 un projet de loi visant à créer une procédure d'action collective au Québec (appelé à cette époque « recours collectif »). Malgré de nombreux débats entre les défenseurs et les opposants à cette mesure, la loi est finalement adoptée le 8 juin 1978 et entre en vigueur le 19 janvier 1979. La Loi crée à la fois la procédure de recours collectif et le Fonds d'aide aux recours collectifs.
L'usage et la réussite des actions collectives sont timides dans les premières années. En 1982, l'Assemblée nationale retire un irritant majeure pour l'introduction de recours collectifs : en cas de défaite, le demandeur devait payer au défendeur des frais judiciaires équivalent à 1 % de la réclamation initiale. Les recours collectifs prennent donc leur envol au Québec dans années 1990. Ce mouvement est confirmé en 2002, lorsque, lors d'une réforme du Code de procédure civile, le Québec allège le procédure d'autorisation.
Lors de l'adoption du nouveau Code de procédure civile en 2014, le nom d'« action collective » fait son apparition au Québec pour remplacer l'expression « recours collectif ».

## Objectifs
Pour un article plus général, voir Recours collectifs : Avantages.
En principe, l'action collective au Québec n'est qu'une procédure comme une autre pour introduire une action devant les tribunaux. Elle ne change donc pas les droits de chaque justiciable. En théorie, chaque personne pourrait introduire individuellement son action et le résultat devrait être identique. L'objectif de l'action collective est donc simplement d'éviter à un représentant d'obtenir l'autorisation de chaque personne pour les représenter.
Par contre, plusieurs auteurs ont souligné que l'importance de l'action collective dépassait nettement la simple procédure. On identifie généralement deux grands objectifs à l'action collective au Québec : favoriser l'accès à la justice et agir comme dissuasion au non-respect du droit.

Au niveau de l'accès à la justice, le professeur Pierre-Claude Lafond écrit : 

« La reconnaissance des droits reste sans valeur en l'absence de mécanismes de revendication efficaces. Les droits doivent leur survie au pouvoir de les faire valoir efficacement, c'est-à-dire à la procédure d'accompagnement chargée de les mettre en œuvre. »

Bref, l'un des objectifs majeurs de l'action collective au Québec est de favoriser l'accès à la justice,. En permettant à une seule personne de représenter plusieurs centaines, voire milliers d'autres, chacun n'a pas à supporter individuellement les frais judiciaires.
De plus, en condamnant un gouvernement ou une entreprise à payer pour l'ensemble des dommages qu'ils ont causé, l'action collective joue une fonction dissuasive et incite les personnes à respecter le droit.

## Critiques
Pour un article plus général, voir Recours collectifs : Critiques.

## Fonctionnement
Les actions collectives au Québec sont entendues par la Cour supérieure. Leur déroulement peut être divisés en quatre étapes :
1. l'autorisation
2. l'avis et les retraits individuels
3. le procès
4. le recouvrement

### Autorisation
Dans un recours collectif, l'autorisation est l'étape préalable au dépôt du recours collectif. Avant de l'autoriser, le tribunal doit déterminer si le dossier qui lui est soumis respecte des critères qui sont bien définis. Cette procédure est nécessaire puisque si le recours collectif est autorisé, le tribunal permettra à une seule personne de représenter l'ensemble des membres du recours collectif.

## Quelques actions collectives importantes
- En novembre 2008, Ciment du Saint-Laurent est condamnée à verser entre 15 et 20 millions de dollars à des résidents de la ville de Beauport pour avoir émis des particules à son usine de ciment[14].
- En juin 2015, trois fabricants de cigarettes sont condamnés à verser 15 milliards de dollars aux victimes des effets nocifs du tabac pour leur avoir cachés durant des décennies les conséquences du tabagisme[15]. La cour appel a confirmé le jugement en mars 2019 [16],[17].
- Par décision judiciaire en date du 2 septembre 2021, à la suite de deux actions collectives, les Frères du Sacré-Cœur sont dans l'obligation de dédommager les victimes d’abus sexuels à hauteur de 60 M$[18]. En septembre 2021, 250 victimes se sont faites connaitre issues du Collège du Mont-Sacré-Cœur de Granby mais aussi dans une cinquantaine d’autres établissements du Québec, pour des agressions sexuelles entre 1932 et 2008[19].
- Le 31 mars 2023, le père d’une des victimes de l'incendie du 16 mars 2023 dans le Vieux-Montréal vient d’intenter une action collective de plus de 22 millions $ contre l’avocat Emile-Haim Benamor qui possède l’immeuble, l'entrepreneur Tarik Hassan qui y louait des unités, et contre Airbnb pour avoir permis des locations illégales[20].

## Fonds d'aide aux actions collectives
Créé en 1978, le Fonds d'aide aux actions collectives offre du financement à des personnes voulant intenter une action collective. Le Fonds octroie une somme d'argent et récupère un montant en cas de réussite de l'action.

## Comparaison internationale
Le Québec est généralement vu au Canada comme un endroit où les actions collectives sont un peu plus faciles à intenter. Cela s'explique notamment au fait que les critères sont un peu moins sévères pour faire autoriser l'action.